# Neuhaus am Klausenbach
Neuhaus am Klausenbach (ungarisch Vasdobra, Dobra) ist eine Marktgemeinde mit 901 Einwohnern (Stand 1. Jänner 2024) im Bezirk Jennersdorf im Burgenland in Österreich.

## Geografie

Blick auf den Ort Neuhaus am Klausenbach von Südosten

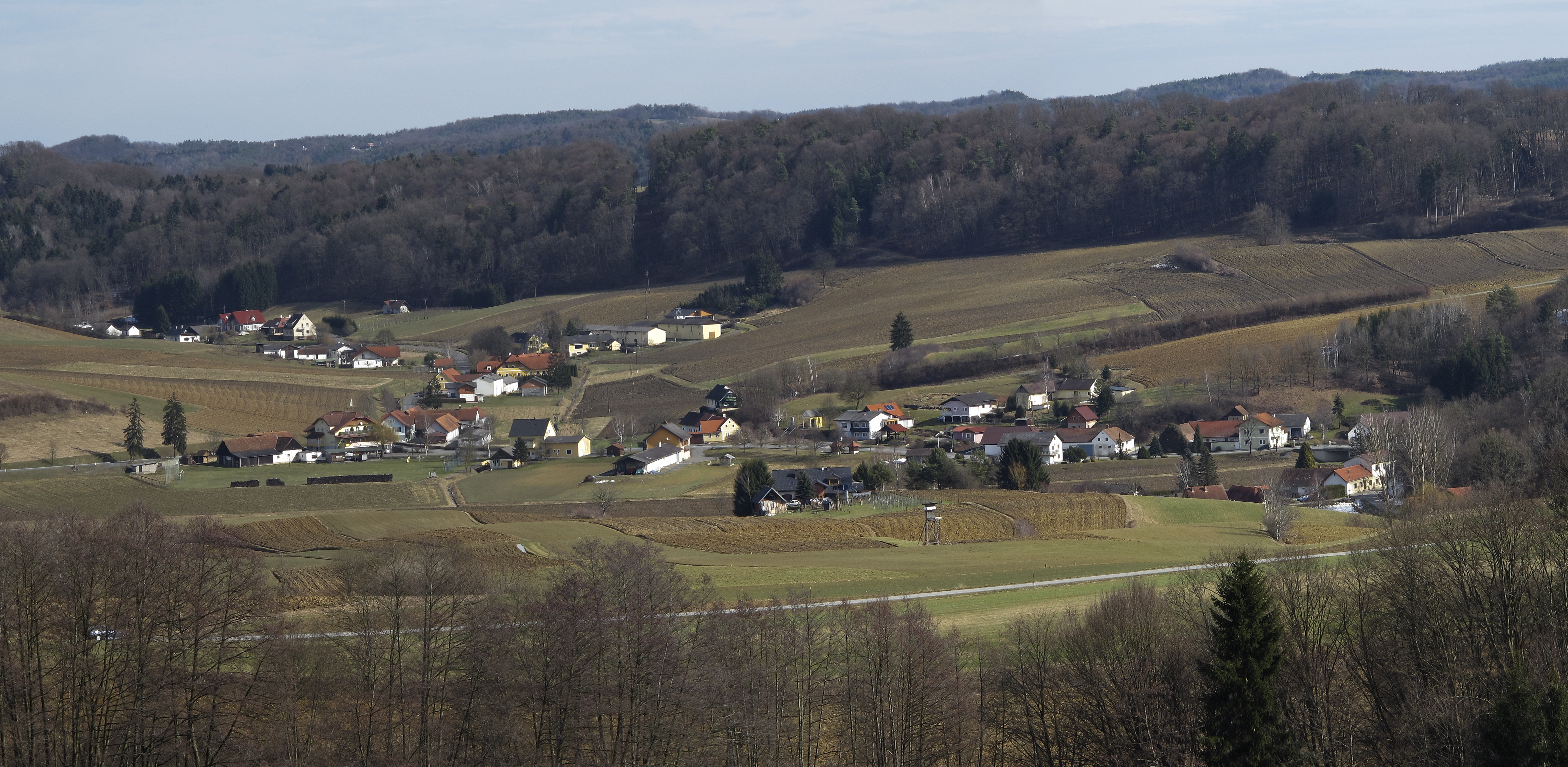
Blick auf den Ort Kalch von Westen

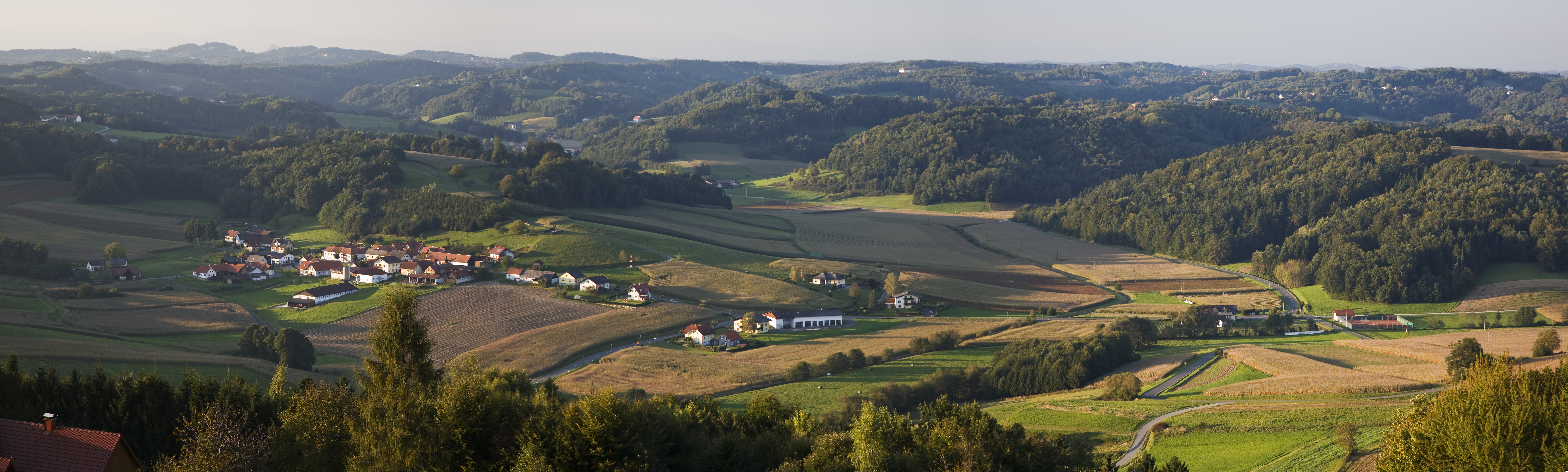
Krottendorf bei Neuhaus am Klausenbach vom Stadelberg

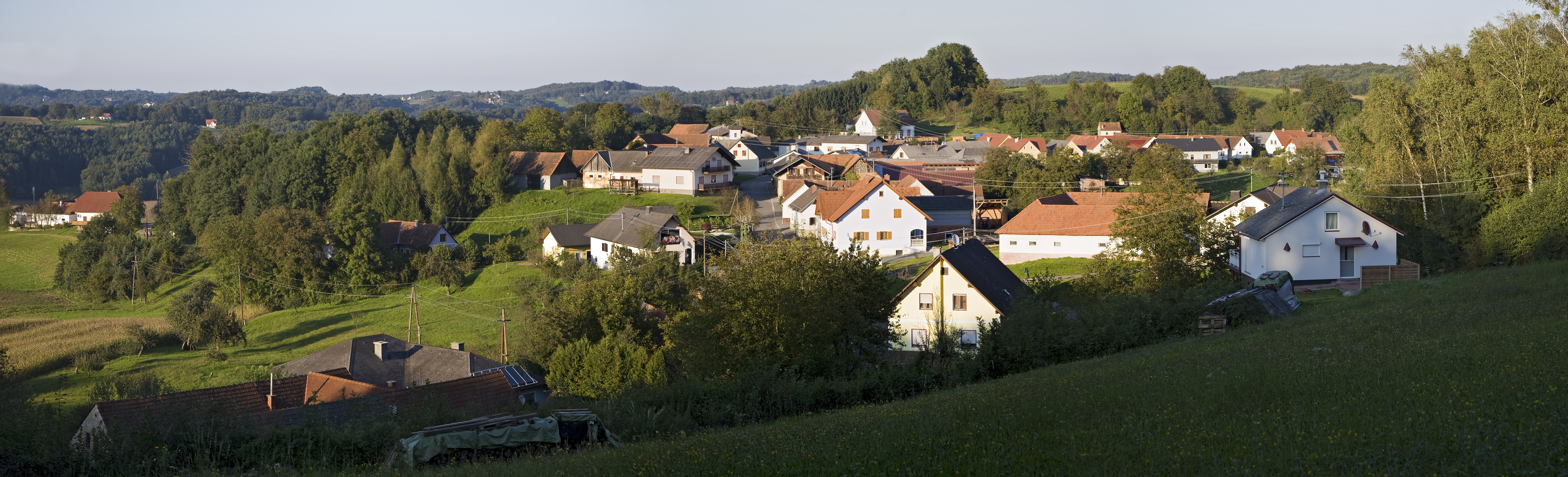
Bonisdorf von Südwesten

Die Gemeinde liegt in 359 m Seehöhe unweit des Dreiländerecks Österreich-Ungarn-Slowenien im Naturpark Raab-Őrség-Goričko und ist die südlichste Gemeinde des Burgenlandes (südwestlichster Punkt beim Maria-Theresien-Stein). Bei Bonisdorf liegt an der Grenze zu Slowenien mit dem 417 m ü. A. hohen Stadelberg die höchste Erhebung des Bezirks Jennersdorf. Der Ort ist Namensgeber für das Neuhauser Hügelland, das sich über die Staatsgrenzen erstreckt und in Slowenien Goričko („Hügelland“) bzw. in Ungarn Vasi-Hegyhát („Vas-Berge“) genannt wird.

### Gemeindegliederung
Das Gemeindegebiet umfasst folgende vier Ortschaften (in Klammern Einwohnerzahl Stand 1. Jänner 2024):
- Bonisdorf (100) samt Eck und Stadelberg
- Kalch (186) samt Kalchbergen, Liembleck und Romischeck
- Krottendorf bei Neuhaus am Klausenbach (125) samt Edelsbach und Kalchbergen
- Neuhaus am Klausenbach (490) samt Altenhof, Bachstraße, Pfaffengraben, Romischeck, Sandriegel, Schlossberg, Steinleiten und Tabor

Die Gemeinde besteht aus den vier Katastralgemeinden Bonisdorf, Kalch, Krottendorf bei Neuhaus und Neuhaus am Klausenbach.
| Deutscher Ortsname      | Ungarischer Ortsname |
| ----------------------- | -------------------- |
| Bonisdorf               | Bónisfalva           |
| Kalch                   | Mészvölgy            |
| Krottendorf bei Neuhaus | Békató               |
| Neuhaus am Klausenbach  | Vasdobra             |

### Nachbargemeinden
| Kapfenstein, (Steiermark SO)         | Mühlgraben                                  |                |
|                                      | Kompassrose, die auf Nachbargemeinden zeigt | Minihof-Liebau |
| Sankt Anna am Aigen, (Steiermark SO) | Kuzma (Bonisdorf; Slowenien)                |                |

## Geschichte

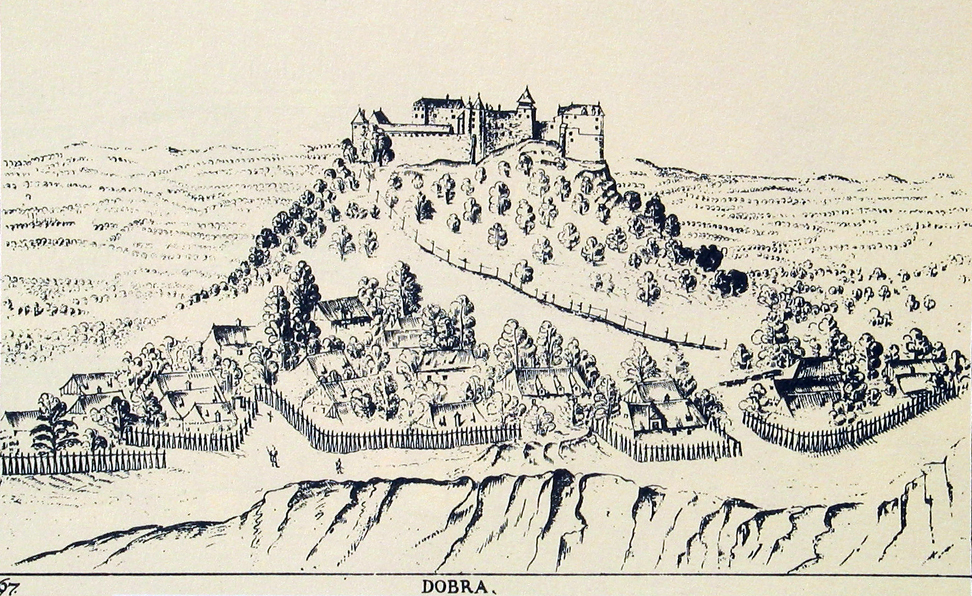
Neuhaus am Klausenbach im 17. Jahrhundert

Neuhaus am Klausenbach ist die südlichste Gemeinde des Burgenlandes, liegt am Dreiländereck Österreich-Ungarn-Slowenien im trilateralen Naturpark Raab-Örseg-Goricko und wurde bereits 1157 erstmals urkundlich erwähnt.
Den magyarischen Namen Dobra erhielt Neuhaus nach dem Doiberbach (1213 rivulus Dobra), dessen Name sich vom slawischen dobra voda ‚gutes Wasser‘ ableitet. Die Anfänge der Besiedelung reichen wahrscheinlich in die urgeschichtliche Zeit zurück. Aus der Römerzeit gibt es Funde im Jennersdorfer Raum (Hügelgräber). Nach dem Einfall der Hunnen und Langobarden besiedelten die Slawen diese Region. Um das Jahr 900 gelangte der pannonische Raum unter magyarische Herrschaft, und er wurde von deutschen Einwanderern besiedelt. In der Gründungsurkunde des Benediktinerklosters Güssing wird Neuhaus unter der slawischen Bezeichnung Podgrad (‚Schlossgrund‘) erwähnt.
Die älteste im Original erhaltene Urkunde, in der die Burg Neuhaus genannt wird, stammt aus dem Jahre 1278. Im Jahre 1387 erwarb Nikolaus Széchy von König Sigismund Burg und Herrschaft Neuhaus. Dieser Besitz blieb bis 1607 Familieneigentum der Széchys. Durch die Hochzeit von Eva Popel-Lobkowitz mit Franz Batthyány fiel Neuhaus an dieses aufstrebende Adelsgeschlecht, das bereits 1521 durch eine Schenkung von König Ludwig II. das ganze Güssinger Gebiet erhalten hatte.
Von der wechslungsvollen Geschichte – besiedelt seit über 800 Jahren – zeugen die Ruinen der auf einem Vulkankegel errichteten Burg Neuhaus, die beiden Pfarrkirchen (röm.-kath. 17. Jh., ev. 18. Jh.) sowie das Schloss Tabor, das älteste Gebäude des Bezirkes (15. Jh.). Der Ort gehörte wie das gesamte Burgenland bis 1920/21 zu Ungarn (Deutsch-Westungarn). Seit 1898 musste aufgrund der Magyarisierungspolitik der Regierung in Budapest der ungarische Ortsname Vasdobra verwendet werden. Nach Ende des Ersten Weltkriegs wurde nach zähen Verhandlungen Deutsch-Westungarn in den Verträgen von St. Germain und Trianon 1919 Österreich zugesprochen. Der Ort gehört seit 1921 zum neu gegründeten Bundesland Burgenland (siehe auch Geschichte des Burgenlandes). Marktgemeinde ist Neuhaus am Klausenbach seit 1992 (durch VO 74).

## Kultur und Sehenswürdigkeiten
- Burgruine Neuhaus am Klausenbach
- Schloss Tabor

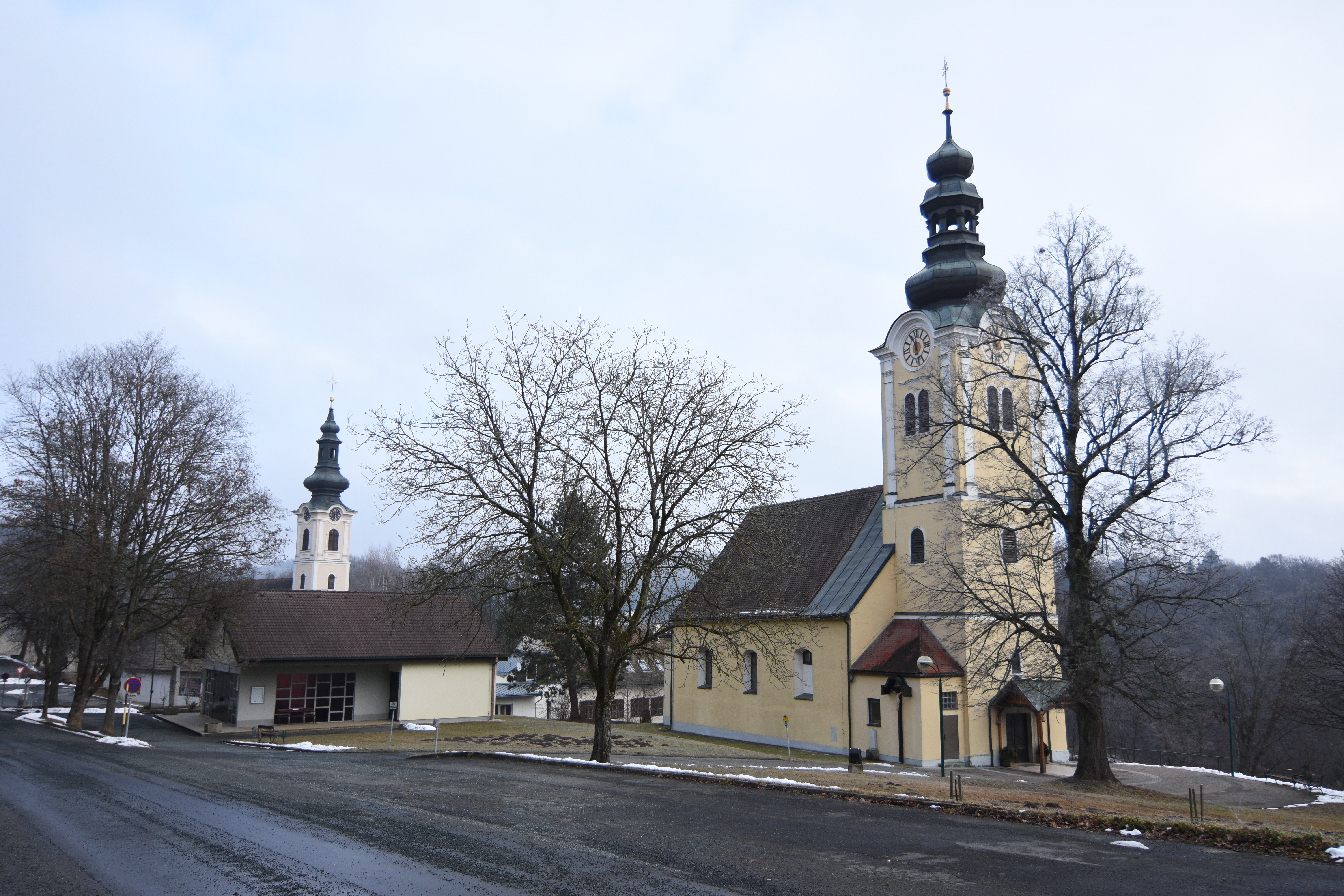
Evangelische und katholische Kirche

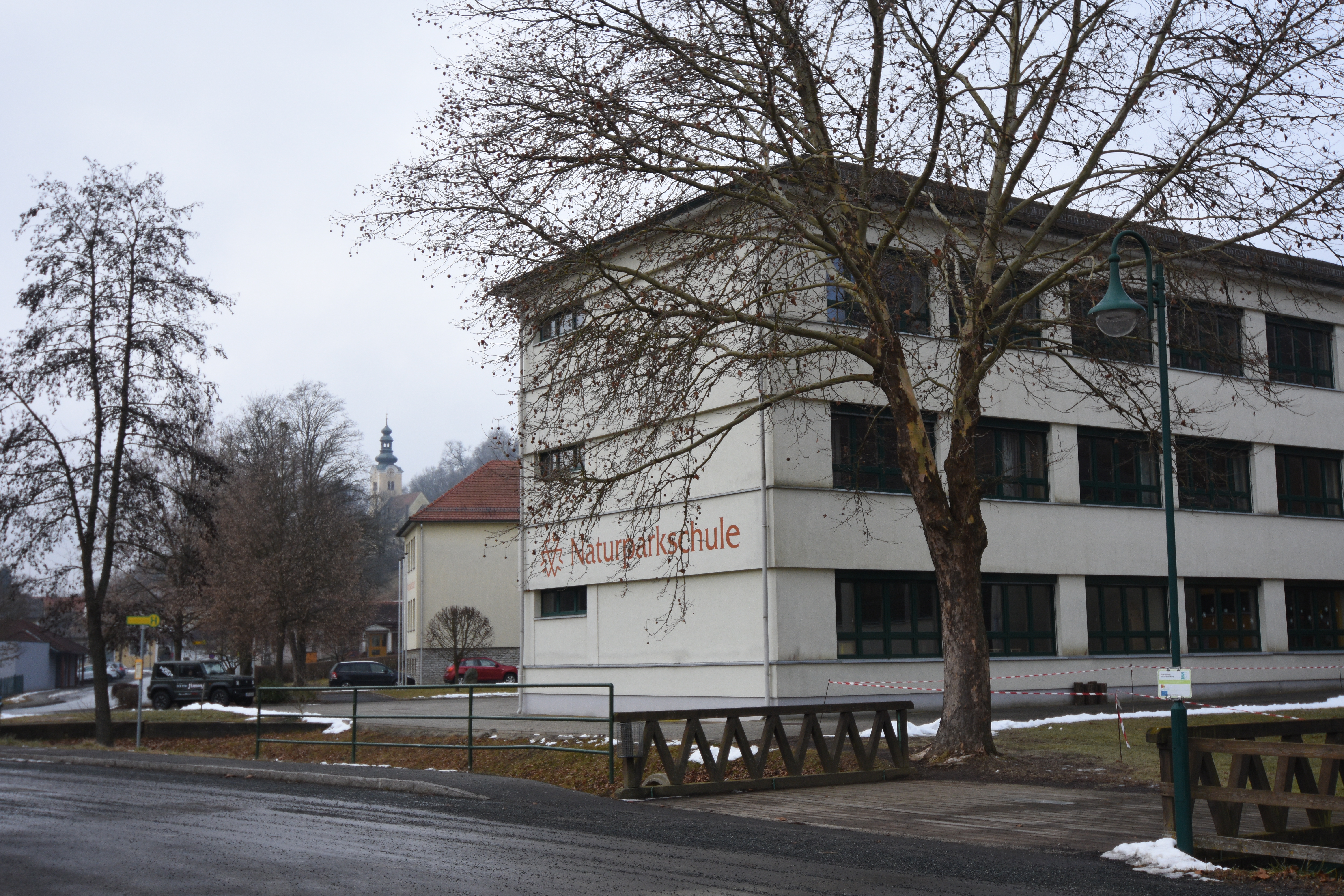
Naturparkschule

- Katholische Pfarrkirche Neuhaus am Klausenbach hl. Stephan, König der Ungarn
- Evangelische Pfarrkirche Neuhaus am Klausenbach A. B.
- Dreiländerecke bei Kalch, mit Maria-Theresien-Stein (historische Grenzmarke); Themenweg Alte Grenze zu weiteren theresianischen Steinen.

## Vereine
- USV Neuhaus am Klausenbach Sportverein 1. Klasse Süd[3]

## Politik
Der Gemeinderat hat 15 Mitglieder.
- Mit den Gemeinderatswahlen im Burgenland 1997 hatte der Gemeinderat folgende Verteilung: 8 ÖVP, 3 SPÖ, 3 LEX, und 1 FPÖ.
- Mit den Gemeinderatswahlen im Burgenland 2002 hatte der Gemeinderat folgende Verteilung: 9 ÖVP, und 6 SPÖ.
- Mit den Gemeinderatswahlen im Burgenland 2007 hatte der Gemeinderat folgende Verteilung: 7 ÖVP, 4 SPÖ, und 4 BLN.
- Mit den Gemeinderatswahlen im Burgenland 2012 hatte der Gemeinderat folgende Verteilung: 9 ÖVP, 3 SPÖ, 2 BLN, und 1 FPÖ.
- Mit den Gemeinderatswahlen im Burgenland 2017 hatte der Gemeinderat folgende Verteilung: 8 ÖVP, und 7 SPÖ.[4]
- Mit den Gemeinderatswahlen im Burgenland 2022 hat der Gemeinderat folgende Verteilung: 8 ÖVP, und 7 SPÖ.[5]

### Bürgermeister
- ?–1997 Johann Pock (ÖVP)
- 1997–2017 Helmut Sampt (ÖVP)
- 2017–2022 Reinhardt Jud-Mund (SPÖ)
- seit 2022: Monika Pock (ÖVP)

### Wappen
Blasonierung: „In grünem Feld ein goldenes neues Haus.“
Das Wappen wurde am 23. März 1977 verliehen. Es handelt sich um ein redendes Wappen und beschreibt den Namen Neuhaus, es beruht auf dem schon seit Jahrhunderten als Siegelbild geführten Hoheitszeichen der Gemeinde.

### Gemeindepartnerschaften
- Neuhaus am Inn in Bayern (D)[7]

## Persönlichkeiten

### Ehrenbürger der Gemeinde
- Johann Pock, ehemaliger Bürgermeister

### Söhne und Töchter der Gemeinde
- Richard Wolf (1888–1953), Stadtschulrat und Politiker, Nationalrat
- Eric W. Gritsch (1931–2012), Kirchengeschichtler und Lutherforscher

### Personen mit Bezug zur Gemeinde
- Rosa Schreiber (1913–1996), Apothekerin, Gerechte unter den Völkern